# Erwin Caraballo
Erwin José Caraballo Cabrera (ur. 21 lipca 1981) – wenezuelski zapaśnik walczący w stylu klasycznym. Dwukrotny olimpijczyk. Zajął dziewiętnaste miejsce w Londynie 2012 w wadze 96 kg i Rio de Janeiro 2016 w kategorii 130 kg.
Dziewiąty na mistrzostwach świata w 2015. Brązowy medal na igrzyskach panamerykańskich w 2007 i 2011. Zdobył siedem medali w mistrzostwach panamerykańskich. Mistrz igrzysk Ameryki Południowej w 2010 i 2014. Zwycięzca igrzysk Ameryki Środkowej i Karaibów w 2010 i igrzysk boliwaryjskich w 2009, 2013 i 2017 roku.